# 贝尚还原反应
贝尚还原反应（法語：réduction de Béchamp）指芳香硝基化合物与铁及稀酸（如盐酸）及亚铁盐作用，被还原为相应的芳香胺。
{\displaystyle \mathrm {4\ Ar-NO_{2}+9\ Fe+4\ H_{2}O\ {\xrightarrow {HCl}}} {4\ Ar-NH_{2}+3\ Fe_{3}O_{4}}}
结构极不同的芳香硝基化合物都能通过此法还原，此法简单且经济，且不会还原双键和芳环，因此常用于工业上。生成的四氧化三铁可作颜料。
脂肪族硝基化合物活性较低，一般只能被还原为相应的取代羟胺。
综述：